# Славянка (Междуреченский район)
Славянка — деревня в Междуреченском районе Вологодской области на реке Чёрный Шингарь.
Входит в состав Ботановского сельского поселения, с точки зрения административно-территориального деления — в Ботановский сельсовет.
Расстояние по автодороге до районного центра Шуйского — 37 км, до центра муниципального образования Игумницева — 5 км. Ближайшие населённые пункты — Дьяконово, Одомцыно, Гаврилищево.
По данным переписи в 2002 году постоянного населения не было.